# Echidnodes
Echidnodes is een geslacht van schimmels behorend tot de familie Asterinaceae. De typesoort is Echidnodes liturae.

## Soorten
Volgens Index Fungorum telt het geslacht telt 32 soorten (peildatum januari 2022):
| Soortnaam                 | Auteur(s)                  | Publicatiejaar |
| ------------------------- | -------------------------- | -------------- |
| Echidnodes africana       | (Doidge) Doidge            | 1942           |
| Echidnodes anisocarpa     | (Syd. & P. Syd.) Hansf.    | 1946           |
| Echidnodes asterinarum    | Petr. & Cif.               |                |
| Echidnodes asterinearum   | Petr. & Cif.               | 1930           |
| Echidnodes bromeliacearum | (Rehm) Theiss. & Syd.      | 1918           |
| Echidnodes bromeliae      | R.W. Ryan                  | 1924           |
| Echidnodes cocoes         | Syd.                       | 1928           |
| Echidnodes curtisiae      | Doidge                     | 1948           |
| Echidnodes denigrata      | Syd.                       | 1925           |
| Echidnodes diospyri       | Hansf.                     | 1957           |
| Echidnodes glonioides     | (Rehm) Syd. & P. Syd.      | 1919           |
| Echidnodes hypolepidis    | (Doidge) Doidge            | 1942           |
| Echidnodes hypophylla     | Syd. & P. Syd.             | 1918           |
| Echidnodes lembosioides   | (Doidge) Doidge            | 1942           |
| Echidnodes liturae        | (Cooke) Theiss. & Syd.     | 1918           |
| Echidnodes luzonensis     | Petr.                      |                |
| Echidnodes mammeae        | R.W. Ryan                  | 1924           |
| Echidnodes marcgraviae    | Bat. & Peres               | 1967           |
| Echidnodes microspora     | (Chardón) Seaver & Chardón | 1926           |
| Echidnodes myrtaceicola   | Bat. & Gayão               | 1953           |
| Echidnodes notelaeae      | Hansf.                     |                |
| Echidnodes pandanicola    | Hosag. & Hanlin            | 1995           |
| Echidnodes patula         | Petr.                      | 1950           |
| Echidnodes pisoniae       | F. Stevens & R.W. Ryan     | 1925           |
| Echidnodes sandwicensis   | Petr.                      | 1952           |
| Echidnodes serpens        | (Pat.) Hansf.              | 1954           |
| Echidnodes sydowii        | Petr.                      | 1948           |
| Echidnodes tenompokensis  | Petr.                      | 1954           |
| Echidnodes transvaalensis | Doidge                     | 1948           |
| Echidnodes visci          | Petr.                      | 1953           |
| Echidnodes vrieseae       | (Höhn.) Theiss. & Syd.     | 1918           |
| Echidnodes xenospila      | Syd.                       | 1922           |